# Хумбан-тахрах
Хумбан-тахрах (д/н — бл. 742 до н. е.) — цар Аншану і Суз (Еламу) близько 760—742 років до н. е.

## Життєпис
Його дід або прадід почав відновлення єдності Еламу близько 830 року до н. е. після 140 років розпаду, після смерті Мар-біті-апла-уцура та його сина. Це предок Хумбан-тахраха був союзником вавилонського царя Мардук-балассу-ікбі у протистоянні Ассирії. Відновленню єдності сприяв наступний еламський цар Халлушу-Іншушинак I. Його наступником близько 760 року до н. е. став Хумбан-тахрах.
Відомий з вавилонської хроніки, де він іменується батьком царя Хумбан-нікаша. Вважається засновником нової династії, що дістала назву Хумбан-тахріди (або Новоеламітська). Був союзником Вавилонії у протистоянні з халдеями та Ассирією.
В результаті міграції народів на Іранському нагір'ї розселилися арійські племена, які починали все більше і більше тіснити еламітів. Саме новоеламське царство було повно внутрішніх протиріч і чвар між окремими областями і членами панівної династії. Тому більше часу приділяв зміцненню єдності та своєї влади в Еламі.
Йому спадкував Хумбан-нікаш I.